# Ochitla
Ochitla är en ort i Mexiko.   Den ligger i kommunen Zongolica och delstaten Veracruz, i den sydöstra delen av landet, 250 km öster om huvudstaden Mexico City. Ochitla ligger 1 207 meter över havet och antalet invånare är 228.
Terrängen runt Ochitla är huvudsakligen bergig, men den allra närmaste omgivningen är kuperad. Terrängen runt Ochitla sluttar österut. Runt Ochitla är det ganska tätbefolkat, med 100 invånare per kvadratkilometer. Närmaste större samhälle är Zongolica, 16,0 km nordväst om Ochitla. I omgivningarna runt Ochitla växer huvudsakligen savannskog.